# Апосхисты
Апосхи́сты  (др.-греч. ἀποσχίσται от др.-греч. ἀπο-σχίζω — «откалывать, отрывать, отделять»; др.-рус. ѿтвьргъшихъсѧ) или докса́рии  (др.-греч. δοξάριοι от др.-греч. δόξα — «слава»; др.-рус. славьни) — еретики, упоминаемые в числе ересей в книги «О ста ересях вкратце» Иоанна Дамаскина, в различных изданиях как 103 ересь. Апосхисты не были описаны в оригинальном сочинении Иоанна Дамаскина, а добавлены позже в книгу безымянным переписчиком.
Апосхисты имели схожие черты с автопроскоптами. Они как автопроскопты отделились от Церкви под благовидным предлогом соблюдения канонов. Апосхисты в своём религиозном сообществе не имели ни епископов, ни предстоятелей народа, но только каких-то мирян. Согласно учению апосхистов аскеты не должны молиться в церквях во время общественных богослужений, а должны довольствоваться своими молитвами в кельях. Автор обвиняет апосхистов в том, что они притворяются точными (в соблюдении дисциплины), друг пред другом стараясь показать себя лучше; одни из апосхистов не принимают крещения и не участвуют в причащении; другие не почитают недавно сделанного изображения креста или иконописного изображения. По мнению автора, доксарии считают себя выше всех людей; а самое главное зло апосхистов то, что они не принимают священство.